# فيزياء محوسبة
الفيزياء الحاسوبية (بالإنجليزية: Computational physics) هي دراسة وتنفيذ التحليل العددي لحل المسائل في الفيزياء التي توجد لها بالفعل نظرية كمية. تاريخيا، كانت الفيزياء الحاسوبية أول تطبيق لأجهزة الحاسوب الحديثة في العلوم، وهي الآن مجموعة فرعية من العلوم الحسابية. يُنظر إليها أحيانًا على أنها فرع فرعي (أو فرع) للفيزياء النظرية، لكن البعض الآخر يعتبرها فرعًا وسيطًا بين الفيزياء النظرية والفيزياء التجريبية - مجال دراسة يكمل كل من النظرية والتجربة.
تبرز الفيزياء الحاسوبية بشكل خاص في مسائل الجمل المعقدة متعددة الأجسام ومسائل الميكانيك الكمومي حيث تبرز مشاكل الحصول على حلول دقيقة لجمل المعادلات التفاضلية الخطية أو إجراء الحسابات ألفباء-بدئية (AB-initio) على الجمل الميكانيكية الكمومية، فمثل هذه الحسابات طويلة وتستغرق وقتا طويلا ومن هنا أتى استخدام الحاسب والخوارزميات الحاسوبية لإجراء هذه الحسابات أو إجراء خوارزميات تقريبية بدرجة جيدة جدا من التقريب وتوفير كبير في الوقت.

## ملخص

تمثيل للطبيعة متعددة التخصصات للفيزياء الحاسوبية كتداخل في الفيزياء والرياضيات التطبيقية وعلوم الحاسوب وكجسر بينها.

في الفيزياء، توفر النظريات المختلفة القائمة على النماذج الرياضية تنبؤات دقيقة للغاية حول كيفية تصرف الأنظمة. لسوء الحظ، غالبًا ما يكون حل النموذج الرياضي لنظام معين من أجل إنتاج تنبؤ مفيد غير ممكن. يمكن أن يحدث هذا، على سبيل المثال، عندما لا يحتوي الحل على تعبير مغلق الشكل، أو عندما يكون الحل معقدًا للغاية. في مثل هذه الحالات، التقريب العددي مطلوب. الفيزياء الحسابية هي الموضوع الذي يتعامل مع هذه التقريبات العددية: يُكْتَب تقريب الحل على أنه عدد محدود (وكبير عادةً) من العمليات الحسابية البسيطة (الخوارزمية)، ويستخدم الحاسوب لإجراء هذه العمليات وحساب حل تقريبي والخطأ المتعلق بها.

### المكانة في الفيزياء
هناك نقاش حول حالة الحوسبة ضمن المنهج العلمي. في بعض الأحيان يُنظر إليه على أنه أقرب إلى الفيزياء النظرية؛ يعتبر البعض الآخر محاكاة الحاسوب «تجارب الحاسوب»، ومع ذلك لا يزال البعض الآخر يعتبرها فرعًا وسيطًا أو فرعًا مختلفًا بين الفيزياء النظرية والتجريبية، وهي طريقة ثالثة تكمل النظرية والتجربة. بينما يمكن استخدام أجهزة الحاسوب في التجارب لقياس وتسجيل (وتخزين) البيانات، فمن الواضح أن هذا لا يشكل نهجًا حسابيًا.

## التحديات في الفيزياء الحاسوبية
من الصعب جدًا حل مسائل الفيزياء الحاسوبية بشكل عام. هذا يرجع إلى عدة أسباب (رياضية): نقص قابلية الحل الجبري و/أو التحليلي، والتعقيد، والفوضى. على سبيل المثال، حتى المسائل البسيطة ظاهريًا، مثل حساب الدالة الموجية لإلكترون يدور حول ذرة في مجال كهربائي قوي (تأثير ستارك)، قد تتطلب جهدًا كبيرًا لصياغة خوارزمية عملية (إذا أمكن العثور عليها)؛ قد تكون هناك حاجة إلى تقنيات أخرى غير مرتبة أو القوة الغاشمة، مثل الأساليب الرسومية أو البحث عن الجذر. على الجانب الأكثر تقدمًا، تُستخدم نظرية الاضطراب الرياضي أيضًا في بعض الأحيان (يُعْرَض عمل لهذا المثال المحدد هنا). بالإضافة إلى ذلك، تميل التكلفة الحسابية والتعقيد الحسابي لمسائل الجسم المتعددة (ونظيراتها الكلاسيكية) إلى النمو بسرعة. عادة ما يكون للنظام العياني حجم من أجل {\displaystyle 10^{23}} الجسيمات المكونة، لذا فهي مشكلة إلى حد ما. حل المسائل الميكانيكية الكمومية يكون عمومًا بترتيب أسي في حجم النظام وبالنسبة للجسم N الكلاسيكي فهو من الترتيب N التربيعي. أخيرًا، العديد من الأنظمة الفيزيائية غير خطية بطبيعتها في أحسن الأحوال، وفي أسوأ الأحوال فوضوية: هذا يعني أنه قد يكون من الصعب ضمان عدم نمو أي أخطاء رقمية لدرجة تجعل «الحل» عديم الفائدة.

## الأساليب والخوارزميات
نظرًا لأن الفيزياء الحسابية تستخدم فئة واسعة من المشكلات، فإنها مقسمة عمومًا بين المشكلات الرياضية المختلفة التي تحلها عدديًا، أو الطرق التي تطبقها. فيما بينها، يمكن للمرء أن يفكر في:
- البحث عن الجذر (باستخدام على سبيل المثال طريقة نيوتن رافسون).
- نظام المعادلات الخطية (باستخدام على سبيل المثال تحلل إل يو).
- المعادلات التفاضلية العادية (باستخدام على سبيل المثال طريقة رونج-كوتا).
- التكامل (باستخدام على سبيل المثال طريقة رومبرج وتكامل مونت كارلو).
- المعادلات التفاضلية الجزئية (باستخدام طريقة الفروق المحدودة وطريقة الاسترخاء).
- مشكلة قيمة المصفوفة الذاتية (باستخدام على سبيل المثال خوارزمية جاكوب للقيمة الذاتية وتكرار الطاقة).

تُستخدم كل هذه الطرق (والعديد من الطرق الأخرى) لحساب الخصائص الفيزيائية للأنظمة المنمذجة.
تقترض الفيزياء الحاسوبية أيضًا عددًا من الأفكار من الكيمياء الحسابية - على سبيل المثال، نظرية الكثافة الوظيفية التي يستخدمها علماء فيزياء الحالة الصلبة الحسابية لحساب خصائص المواد الصلبة هي في الأساس نفس النظرية المستخدمة من قبل الكيميائيين لحساب خصائص الجزيئات.
علاوة على ذلك، تشمل الفيزياء الحاسوبية ضبط بنية البرامج / الأجهزة لحل المشكلات (حيث يمكن أن تكون المشكلات عادةً كبيرة جدًا، أو في حاجة إلى طاقة المعالجة أو في طلبات الذاكرة).

## الانقسامات
من الممكن العثور على فرع حسابي مقابل لكل مجال رئيسي في الفيزياء، على سبيل المثال الميكانيكا الحسابية والديناميكا الكهربائية الحسابية. تتكون الميكانيكا الحسابية من ديناميكيات الموائع الحسابية (CFD)، والميكانيكا الصلبة الحاسوبية وميكانيكا الاتصال الحاسوبية. أحد الحقول الفرعية عند التقاء ديناميكيات الموائع الحسابية والنمذجة الكهرومغناطيسية هو الديناميكا المائية المغناطيسية الحسابية. تؤدي مشكلة الأجسام المتعددة الكمومية بشكل طبيعي إلى مجال كبير وسريع النمو في الكيمياء الحاسوبية.
فيزياء الحالة الصلبة الحاسوبية قسم مهم للغاية في الفيزياء الحاسوبية يتعامل مباشرة مع علم المواد.
المجال المرتبط بالمادة المكثفة الحسابية هو الميكانيكا الإحصائية الحسابية، التي تتعامل مع محاكاة النماذج والنظريات (مثل نماذج الترشيح والدوران) التي يصعب حلها بطريقة أخرى. تستخدم الفيزياء الإحصائية الحسابية استخدامًا مكثفًا لأساليب شبيهة بمونت كارلو. على نطاق أوسع، (لا سيما من خلال استخدام النمذجة القائمة على الوكيل والأوتوماتا الخلوية) فإنها تهتم أيضًا (وتجد التطبيق في، من خلال استخدام تقنياتها) في العلوم الاجتماعية، ونظرية الشبكة، والنماذج الرياضية لانتشار المرض (وأبرزها نماذج مجزأة في علم الأوبئة) وانتشار حرائق الغابات.
النسبية العددية هي مجال جديد (نسبيًا) مهتم بإيجاد حلول عددية للمعادلات الميدانية للنسبية العامة (والخاصة)، وتتعامل فيزياء الجسيمات الحاسوبية مع المشكلات التي تحركها فيزياء الجسيمات.
الفيزياء الفلكية الحاسوبية هي تطبيق هذه التقنيات والأساليب على المشاكل والظواهر الفيزيائية الفلكية.
الفيزياء الحيوية الحاسوبية هي فرع من فروع الفيزياء الحيوية والبيولوجيا الحاسوبية نفسها، وتطبق طرق علوم الكمبيوتر والفيزياء على المشكلات البيولوجية المعقدة الكبيرة.

## التطبيقات
نظرًا للفئة الواسعة من المشكلات التي تتعامل بها الفيزياء الحسابية، فهي عنصر أساسي في البحث الحديث في مجالات مختلفة من الفيزياء، وهي: فيزياء المسرعات والفيزياء الفلكية وميكانيكا الموائع (ديناميات الموائع الحسابية) ونظرية المجال الشبكي / نظرية مقياس الشبكة (خصوصًا الشبكة الشبكية) الديناميكا اللونية الكمومية)، فيزياء البلازما (انظر نمذجة البلازما)، محاكاة الأنظمة الفيزيائية (باستخدام الديناميات الجزيئية على سبيل المثال)، أكواد الكمبيوتر الخاصة بالهندسة النووية، التنبؤ ببنية البروتين، التنبؤ بالطقس، فيزياء الحالة الصلبة، فيزياء المواد المكثفة اللينة، فيزياء تأثير السرعة الفائقة، إلخ.
فيزياء الحالة الصلبة الحسابية، على سبيل المثال، تستخدم نظرية الكثافة الوظيفية لحساب خصائص المواد الصلبة، وهي طريقة مشابهة لتلك المستخدمة من قبل الكيميائيين لدراسة الجزيئات. يمكن حساب الكميات الأخرى ذات الأهمية في فيزياء الحالة الصلبة، مثل بنية النطاق الإلكتروني، والخصائص المغناطيسية، وكثافة الشحن بهذه الطريقة وعدة طرق، بما في ذلك طريقة لوتنجر كون (Luttinger-Kohn/k.p) وأيضاً طرق انشيو (ab-initio).

## روابط خارجية
- لجنة C20 IUPAP للفيزياء الحسابية نسخة محفوظة 15 نوفمبر 2015 على موقع واي باك مشين..
- الجمعية الفيزيائية الأمريكية: قسم الفيزياء الحاسوبية.
- معهد الفيزياء: مجموعة الفيزياء الحاسوبية.
- SciDAC: الاكتشاف العلمي من خلال الحوسبة المتقدمة.
- فيزياء مفتوحة المصدر.
- إطار عمل البرامج العلمية لـ SCINET.
- دورة الفيزياء الحاسوبية مع أشرطة فيديو يوتيوب.